# Моїсеєва Гора
Моїсе́єва Гора (рос. Моисеева Гора) — присілок у складі Лузького району Кіровської області, Росія. Входить до складу Папуловського сільського поселення.
Населення становить 4 особи (2010, 5 у 2002).
Національний склад станом на 2002 рік — росіяни 100 %.